# Marylka
Marylka – wieś  w Polsce położona w województwie mazowieckim, w powiecie piaseczyńskim, w gminie Tarczyn. Leży ok. 30 km od centrum Warszawy, ok. 15 km od siedziby powiatu Piaseczno i ok. 5 km od siedziby gminy Tarczyn. 
Wieś jest siedzibą sołectwa Korzeniówka-Marylka.
W latach 1975–1998 miejscowość administracyjnie należała do województwa warszawskiego.
Wsie graniczące: Złotokłos, Ruda, Korzeniówka, Prace Małe, Kotorydz, Szczaki
Przez teren miejscowości przechodzą tory Piaseczyńskiej Kolei Wąskotorowej

## Historia
Od 1921 r. kolonia, w 1971 – wieś. Do 1954 r. w gminie Komorniki, a od 1973 r. w gminie Tarczyn. W 2003 r. Marylka wraz z gminą Tarczyn odłączyła się od powiatu grójeckiego i przyłączyła do powiatu piaseczyńskiego.

## Pochodzenie nazwy
Nazwa należy do dzierżawczo-pamiątkowych; pochodzi od zdrobniałego imienia Marylka (:Maria) i utworzona została w procesie transonimizacji, czyli przeniesienia nazwy osobowej do kategorii nazw miejscowych.

## Ulice
Oficjalne nazwy ulic według rejestru GUS:
| - Akacjowa - Dębowa - Jodłowa | - Leśna - Majowa - Osiedlowa | - Piaseczyńska - Przy Kolejce - Sosny | - Szumiących Brzóz - Świerkowa - Tarczyńska |